# Kudakwashe Basopo
Kudakwashe Basopo (18 de julho de 1990) é uma futebolista zimbabuense que atua como defensora. 

## Carreira
Kudakwashe Basopo fez parte do elenco da Seleção Zimbabuana de Futebol Feminino, nas Olimpíadas de 2016. Ela marcou o primeiro gol olímpico de Zimbabue na partida contra a Alemanha, em um rebote da goleira. 